# MAX (sistema operativo)
MaX, también conocido como Madrid_linuX es una distribución linux de código abierto, basada en Ubuntu y con un escritorio MATE personalizado, promovida por la Consejería de Educación, Juventud y Deporte de la Comunidad de Madrid modificada y enfocada para su uso en entornos educativos. Esta distribución pertenece a la de Educamadrid. Las principales características de esta distribución son su simplicidad y estabilidad, y la constante adición de software educativo a esta misma.

## Historia

### Inicio
MaX comenzó en 2004 como una distribución educativa creada por varios profesores de la Comunidad de Madrid, enfocada a ordenadores de menor rendimiento, ya que la gran mayoría de ordenadores de los colegios e institutos de la Comunidad de Madrid tenían una arquitectura de 32 bits y muy poca memoria RAM, por lo que cada véz funcionaban peor con sus sistemas operativos preinstalados. En poco tiempo, el equipo creador de MaX fue recibiendo sugerencias de mejoras y añadidos, por lo que se fundó un equipo profesional, llamado “Grupo MaX”, formado principalmente por profesores para un feedback más eficiente, que se encargaría de desarrollar el sistema con actualizaciones anuales.

### Escritorio y Soporte
Durante las primeras versiones de MaX se utilizaba con el entorno de escritorio KDE y solo soportaba ordenadores de 32 bits con una arquitectura i486. 
A partir de la versión 3 de MaX, se cambió a la arquitectura de procesador i386, también de 32 bits. 
En la versión 4 de MaX, se cambió al entorno de escritorio GNOME, y en la versión 5 se añadió soporte a los ordenadores de 64 bits con arquitectura x86_64. 
En la versión 7, se cambió el entorno de escritorio a Xfce. 
Poco después, en la versión 9 se cambió el entorno de escritorio a Mate, y en la versión 11 finalmente se acabó con el soporte para ordenadores de 32 bits.

## Actividades realizadas
El Grupo MaX ha participado en varios eventos anuales en centros educativos, tales como Programa-me el cual se celebra en el IES Clara del Rey con el propósito de incentivar el uso de software libre en programación y encontrar jóvenes con talento en informática. También han participado, junto con el IES Príncipe Felipe en MediaLab Prado, para la incentivar difusión de MaX y software libre.
Entre el 24 y 25 de mayo, EducaMadrid Y MaX han participado en el Congreso esLibre como parte de la presentación.

### Jornadas
MaX ha realizado varias jornadas propias a lo largo de los últimos años, de forma anual, para presentar las futuras versiones de su sistema, crear talleres, difundir MaX y Educamadrid o hacer festivales de instalación:
- Jornada de MaX en 2010: Realizada en CRIF las Acacias, el 1 de junio, con el propósito de explicar la función del Grupo MaX.
- Jornada de MaX en 2011: Realizada en IES Ángel Corella, el 17 y 18 de marzo, con el propósito de presentar MaX 6.

- Jornada de MaX en 2012: Realizada en CRIF las Acacias, el 5 de junio, con el propósito de explicar los fines de MaX.

- Jornada de MaX en 2013: Realizada en CRIF las Acacias, el 3, 4 y 5 de junio, con el propósito de Presentar MaX 8.

- Jornada de MaX en 2014: Realizada en CRIF las Acacias, el 26, 27 y 28 de mayo, con el propósito de realizar un taller de Impresoras 3D y Arduino.

- Jornada de MaX en 2015: Realizada en CRIF las Acacias, el 27, 28 y 29 de abril, con el propósito de realizar muchos talleres.

- Jornada de MaX en 2016: Realizada en CTIF Madrid CAP, el 10 y 11 de abril, con el propósito de explicar MaX.

- Jornada de MaX en 2017: Realizada en Medialab Matadero, el 8 de mayo con el fin de explicar las licencias y el software libre.

- Jornada de MaX en 2018: Realizada en Medialab Matadero, del 13 al 18 de marzo

- Jornada de MaX en 2019: Realizada en IES Isabel la Católica (10 y 11 de mayo), IES Clara del Rey (11 de mayo) y en la UCM (24 de mayo), con el fin de presentar MaX 10

- Jornada de MaX en 2021: Realizada en línea[4] el 28 de junio con el propósito de difusión y reconocimiento de MaX y Educamadrid.

- Jornada de MaX en 2022: Realizada en línea el 13 de junio con el propósito de difusión y reconocimiento de MaX y Educamadrid, y la introducción de los nuevos centros EMLab.[5][6]

- Jornada de MaX en 2023: Realizada presencialmente en la Real Casa de Correos el 22 de noviembre de 2023.[7] El principal propósito de esta jornada fue la celebración del 20.º aniversario de la creación de EducaMadrid. Se habló sobre la evolución de esta plataforma y se presentaron planes futuros.[8][9]

## Características

### Comunidad
La comunidad de usuarios participa activamente, probando el sistema, reportando problemas, aportando propuestas de mejora, ayudando a otros usuarios o compartiendo con sus compañeros los beneficios de usar este sistema. A cambio, MAX cada vez funcionará mejor, se adaptará mejor a las necesidades reales de los docentes y los alumnos.
MaX cuenta con su propio foro de comunidad, donde puedes dar ideas, o preguntar, si tienes problemas, desde octubre de 2021, en dicho foro solamente pueden pedir ayuda los docentes, personal institucional, gente del centro y personal de MaX (solo cuentas de educamadrid), eliminando el registro de otros usuarios.
El equipo de desarrollo de MaX es un grupo llamado Grupo MaX. Consiste en un conjunto de personas (docentes y no docentes) que, de manera voluntaria se dedican a probar, mejorar y proponer ideas para MaX. Cualquier persona que cuente con una cuenta de EducaMadrid puede unirse al Grupo MaX con solo rellenar un cuestionario.

### Software incluido
MaX cuenta con gran librería de software libre enfocado a la educación y aprendizaje, ya que el fin de este sistema operativo es servir a todos los tipos de alumnos. Principalmente contiene software de aprendizaje como Scratch o Moodle.

## Lanzamiento y soporte
| MaX Desktop                | MaX Desktop                 | MaX Desktop                 | MaX Desktop                 |
| Versión                    | Lanzamiento                 | Escritorio                  | Arquitectura                |
| -------------------------- | --------------------------- | --------------------------- | --------------------------- |
| 1.0                        | 2004                        | N/A                         | N/A                         |
| 1.1                        | 27 de mayo de 2004          | KDE                         | i486                        |
| 1.2                        | 16 de octubre de 2004       | KDE                         | i486                        |
| 2.0                        | 30 de enero de 2006         | KDE                         | i486                        |
| 3.0                        | 27 de marzo de 2007         | KDE                         | i386                        |
| 4.0                        | 27 de diciembre de 2009     | GNOME                       | i386                        |
| 5.0                        | 20 de enero de 2010         | GNOME                       | i386, x86_64                |
| 6.0                        | 2011                        | GNOME                       | i386, x86_64                |
| 6.0.1                      | 5 de mayo de 2011           | GNOME                       | i386, x86_64                |
| 6.5                        | N/A                         | GNOME                       | i386, x86_64                |
| 6.5.1                      | N/A                         | GNOME                       | i386, x86_64                |
| 7.0                        | 20 de octubre de 2012       | Xfce                        | i386, x86_64                |
| 7.5                        | 22 de mayo de 2014          | Xfce                        | i386, x86_64                |
| 7.5.1                      | 8 de junio de 2015          | Xfce                        | i386, x86_64                |
| 8.0                        | 28 de julio de 2015         | Xfce                        | i386, x86_64                |
| 9.0                        | 7 de febrero de 2017        | MATE                        | i386, x86_64                |
| 9.5                        | 22 de junio de 2018         | MATE                        | i386, x86_64                |
| 10.0                       | 26 de octubre de 2018       | MATE                        | i386, x86_64                |
| 11.0                       | 20 de julio de 2021         | MATE                        | x86_64                      |
| 11.5                       | 11 de marzo de 2022         | MATE                        | x86_64                      |
| 11.5.1                     | 14 de marzo de 2023         | MATE                        | x86_64                      |
| 11.5.2                     | 7 de julio de 2023          | MATE                        | x86_64                      |
| 12.0                       | 30 de octubre de 2024       | MATE                        | x86_64                      |
| MaX Server (Discontinuado) |                             |                             |                             |
| Versión                    | Lanzamiento                 | Escritorio                  | Arquitectura                |
| 2011                       | 16 de octubre de 2011       | GNOME                       | i386, x86_64                |
| 2012                       | 2012                        | GNOME                       | x86_64                      |
| 2014                       | 14 de diciembre de 2014     | GNOME                       | x86_64                      |
| Color                      | Significado                 | Significado                 | Significado                 |
| Rojo                       | Versión sin soporte         | Versión sin soporte         | Versión sin soporte         |
| Amarillo                   | Versión antigua con soporte | Versión antigua con soporte | Versión antigua con soporte |
| Verde                      | Versión actual              | Versión actual              | Versión actual              |
| Azul                       | Versión en desarrollo       | Versión en desarrollo       | Versión en desarrollo       |
| Morado                     | Versión nueva               | Versión nueva               | Versión nueva               |

### MaX 9
La versión de MaX 9 fue lanzada el 7 de febrero de 2017, cambiando por tercera vez su entorno de escritorio, en este caso a Ubuntu Mate (16.04). No se han hecho muchos otros cambios en el escritorio, pero hay una notable diferencia en la barra de tareas.
Requisitos mínimos:
- Ordenador personal con procesador Intel Celeron o superior, o AMD equivalente.
- Lector de DVD o capacidad para arrancar desde pendrive.
- 1 GB de memoria RAM.
- Al menos 20 GB de Disco Duro.
- Se recomienda tarjeta de red o wifi.
- Tarjeta gráfica VGA o superior capaz de reproducir al menos una resolución de 1024 x 768 pixeles.

### MaX 10
La versión de MaX 10, basada en Ubuntu Mate (18.04), fue lanzada el 26 de octubre de 2018. En esta versión se ha mejorado mucho el rendimiento del sistema operativo, aunque se han aumentado los requisitos mínimos con respecto a la anterior compilación.
Requisitos mínimos:
- Ordenador personal con procesador Pentium M o superior, o AMD equivalente, a 1.0 Gigahercios (GHz).
- Lector de DVD o capacidad para arrancar desde pendrive.
- 2 GB de memoria RAM.
- Al menos 20 GB de espacio en disco duro.
- Se recomienda tarjeta de red o wifi.
- Tarjeta gráfica VGA o superior capaz de reproducir al menos una resolución de 1024 x 768 pixeles.

### MaX 11
La versión de MaX 11 fue lanzada el 20 de julio de 2021 con el principal propósito de realizar un rediseño al sistema operativo. Se ha añadido un dock en la parte inferior del escritorio al estilo Mac con las aplicaciones más relevantes, se ha cambiado la posición de la barra de tareas a la parte superior de la pantalla, se han rediseñado el fondo de pantalla y los iconos, se han añadido unos indicadores de Bloq. Núm y Bloq. Mayusc, y se han añadido dos nuevos menús llamados Educación/STEM y Educación a distancia. En esta versión se ha cambiado la base del código a Ubuntu Mate (20.04), por lo que ha heredado nuevas características del mismo.
Se han añadido los programas programas Scratux, MuseScore3, Kdenlive, OBS, Xournal++, Phet, Step, eXeLearning 2.6. Esta versión es solo compatible con ordenadores modernos, pues ha dejado de tener soporte para ordenadores de 32 bits, y se han subido sus requisitos mínimos.
Requisitos mínimos:
- Ordenador personal con procesador Core 2 Duo o superior, o AMD equivalente, a 2.0 Gigahercios (GHz).

Capacidad para arrancar desde pendrive.
- 2 GB de memoria RAM.
- Al menos 25 GB de espacio en disco duro.
- Se recomienda tarjeta de red o wifi.
- Tarjeta gráfica VGA o superior capaz de reproducir al menos una resolución de 1024 x 768 pixeles.

### MaX 12
La versión de MaX 12 se lanzó el 30 de octubre de 2024. Está basado en Ubuntu 22.04 e incluye el kernel de Linux (6.8.0-40), lo que mejora la compatibilidad con dispositivos más recientes. En esta versión, Max celebra su 20.º aniversario.
Sus principales novedades son:
1. Rediseño del menú principal.
2. Versiones actualizadas de los programas instalados.
3. Integración de la inteligencia artificial Whisper en Kdenlive para la generación automática de subtítulos sin conexión.
4. Creación de REA con la última versión de eXeLearning (2.9), que incluye cinco estilos específicos de MAX y EducaMadrid, además del Portafolio de Competencias Digitales para Docentes y el estilo "Proyecto Creatum".
5. Nueva aplicación MAX PDF que integra múltiples funciones para procesar archivos PDF sin conexión.
6. Cliente de escritorio personalizado para EducaMadrid Cloud.
7. Fácil eliminación de metadatos locales.
8. Nuevo menú "Robótica y Programación" adaptado para el desarrollo del programa Código Escuela 4.0.

## Versiones

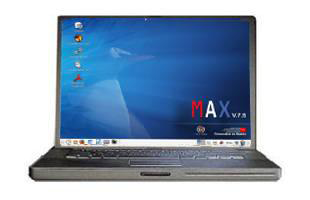
MaX Desktop

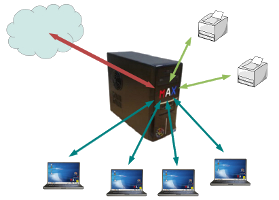
MaX Server

- MaX Desktop: La versión de usuario de MaX, diseñada tanto para su uso personal como para su uso en un entorno educativo como sistema de profesor o de alumno. Contiene una gran cantidad de programas para el aprendizaje de todas las materias de educación Infantil y Primaria.

- MaX Server: Fue la versión para servidores o administradores de equipos de MaX, que ofrecía un sistema operativo pensado para un único ordenador con la capacidad de administrar las conexiones de la red a internet.[17] El sistema fue pensado principalmente para que los profesores de tecnología pudiesen administrar los equipos de su clase.

## Instalación

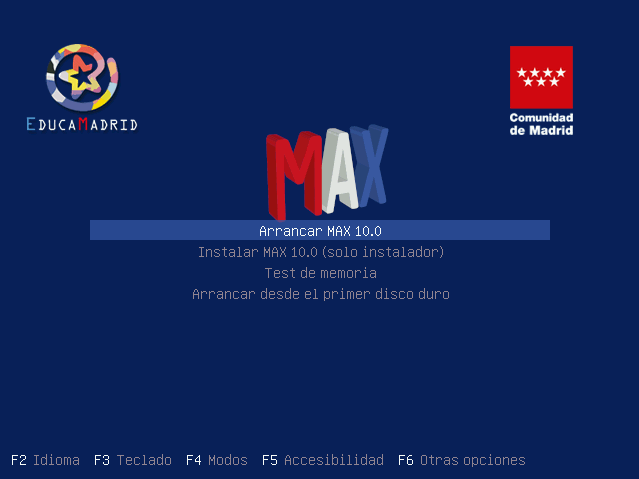
Pantalla de instalación de MaX 10

### Requisitos mínimos
- Ordenador personal con procesador Core 2 Duo o superior, o AMD equivalente, a 2.0 Gigahercios (GHz).
- Capacidad para arrancar desde pendrive.
- 2 GB de memoria RAM.
- Al menos 25 GB de espacio en disco duro.
- Se recomienda tarjeta de red o wifi.
- Tarjeta gráfica VGA o superior capaz de reproducir al menos una resolución de 1024 x 768 pixeles.

### Requisitos recomendados
- Ordenador personal con procesador Intel i3 o superior, o AMD equivalente, a 2.4 Gigahercios (GHz).
- Capacidad para arrancar desde pendrive o lector de DVD.
- 4 GB de memoria RAM.
- Al menos 40 GB de espacio en disco duro.
- Se recomienda tarjeta de red o wifi.
- Tarjeta gráfica VGA o superior capaz de reproducir al menos una resolución de 1024 x 768 pixeles.